# Bolton Lake, Cochrane District
Bolton Lake är en sjö i Kanada.   Den ligger i Cochrane District och provinsen Ontario, i den sydöstra delen av landet, 500 km nordväst om huvudstaden Ottawa. Bolton Lake ligger 287 meter över havet. Arean är 0,83 kvadratkilometer. Den sträcker sig 1,4 kilometer i nord-sydlig riktning, och 1,0 kilometer i öst-västlig riktning.
I omgivningarna runt Bolton Lake växer i huvudsak blandskog. Runt Bolton Lake är det mycket glesbefolkat, med 2 invånare per kvadratkilometer.